# Paul Cérésole
Paul Cérésole (Friedrichsdorf, 16 novembre 1832 – Losanna, 7 gennaio 1905) è stato un politico svizzero.
Nel febbraio 1870 è stato eletto nel Consiglio federale svizzero, rimanendovi fino al dicembre 1875.
Nel corso del suo mandato ha diretto il Dipartimento delle finanze (1870-1871), il Dipartimento militare (1872), il Dipartimento politico (1873) e il Dipartimento di giustizia e polizia (1874-1875).
Era rappresentante del Partito Liberale Radicale.
Ha ricoperto la carica di Presidente della Confederazione svizzera nel 1873.
Il figlio Pierre Cérésole (1879-1945) è stato un attivista e pacifista, fondatore del Servizio civile internazionale.